# Machaerota jiangxiensis
Machaerota jiangxiensis är en insektsart som beskrevs av Lu 1982. Machaerota jiangxiensis ingår i släktet Machaerota och familjen Machaerotidae. Inga underarter finns listade i Catalogue of Life.